# Filippikus
Filippikus (lat.) či Filippikos (řec. Φιλιππικός), byl východořímský generál, švagr císaře Mauricia a velitel palácové stráže (Comes Excubitorum), aktivní na přelomu 6. a 7. století.

## Raná kariéra

### Za Mauricia
O nejranějších letech Filipikova života se neví téměř nic. Patrně v roce 583 se oženil se sestrou císaře Mauricia Gordií a někdy v této době mu byl udělen vysoký dvorský titul Patricia a svěřeno velení nad oddíly Excubitores – v té době císaři nejbližšímu palácovému regimentu. Tento úřad byl navíc pro mnoho svých držitelů v šestém století předstupněm pro možné udělení císařské hodnosti.
Brzy nato mu bylo v roce 584 svěřeno vrchní velení na římskou východní armádou (Magister militium per Orientem), ve které nahradil nepříliš úspěšného Ioanna Mystakona. Svěření tohoto postu především znamenalo, že na Filippika padla hlavní starost o další vývoj dlouho se vlekoucí nerozhodné války s Persií (začala už v roce 572). V letech 584–589 takto vedl s přestávkami řadu protiperských tažení v oblasti římského Orientu a Mezopotámie.

#### Sezona 584–585
Filippikus zpustošil pláně okolo Nisibis (jednoho z nejdůležitějších pohraničních pevnostních měst na horké římsko-perské hranici, tou dobou v držení Persie) a podnikal nájezdy do oblastí Arzazény (jednoho z arménských regionů) a východní Mezopotámie. Zároveň se snažil zlepšit výkonnost a disciplínu svých vojáků. Hlavní stan si zřídil nejdříve v Martyropoli (později v Monokartonu) a jeho vojákům se podařilo i přes jeho zdravotní indispozici v závěru roku odrazit perskou protiofenzívu pod velením generála Kardarigana u pevnosti Monokarton.

#### Sezona 586–587
Poté, co strávil zimu roku 585/586 v Konstantinopoli, vrátil se na jaře na východní bojiště, a poté, co byly perské mírové návrhy zamítnuty, přesunul se s vojskem k perským hranicím. Tady dosáhl u městečka Solachon svého největšího vojenského úspěchu, když se mu podařilo na hlavu porazit hlavní perskou armádu pod velením generála Kardarigana. I když byl Solachon slavným vítězstvím a napomohl Římanům znovu získat oblastní nadvládu v regionu okolo nejdůležitější pohraniční pevnosti Daras, přesto nic nezměnil na celkově nerozhodném stavu války a Filippicus už na tento úspěch neměl nikdy navázat.
Jeho následné plenivé tažení do Arzazény skončilo fiaskem, když se mu nepodařilo dobýt perskou pevnost Chlomaron. Její obležení bylo předčasně ukončeno pod tlakem příchodu perských posil vedených opět generálem Kardariganem (uniknuvším od Solachonu). Nakonec Filippikos svou armádu opustil, což vyvolalo mezi Římany paniku, a než se stačili stáhnout do bezpečí pevností Afumon a Amida, utrpěli značné ztráty od pronásledujících Peršanů, kteří se také zmocnili většiny římského trénu, včetně části osobních zavazadel jejich vrchního velitele. Filippikos tímto ztratil respekt východního vojska.

#### Sezona 587–588
Po zbytek roku už se Filipikos osobně do čela římských sil nepostavil a odvolávaje se na nemoc, přenechal na jaře aktivní velení dvou třetin armády svému zastupujícímu vrchnímu veliteli Herakleiovi staršímu (otci pozdějšího císaře Herakleia) a zbytek generálům Theodorovi, Turabdenovi a Andreasovi s rozkazy konat nájezdy na perské území. V zimě vyrazil do Konstantinopole a na cestě byl zpraven o svém nahrazení ve funkci vrchního velitele východní armády generálem Priskem.
Priskus velení oficiálně převzal v Monokartonu na jaře 588, avšak vojsko, rozezlené jeho ignorací obvyklých tradic při nástupu nového velitele a především císařovým nařízením snížit vojsku plat o čtvrtinu, jej nepřijalo a následně propukla vzpoura, která Priska vyhnala; vojáci si poté sami zvolili nového vůdce – bývalého správce provincie Phoenicie Libanensis (Dux Phoenicie Libanensis) a v tu chvíli arcibiskupa damašského, Germana, a dlouho odmítali jakékoliv pokusy o usmíření s císařem, což byla situace uprostřed války s Persií nanejvýš nebezpečná. Císař se rozhodl Priska odvolat a na jeho místo opět jmenovat Filippika, toho však vojáci nakonec znovu akceptovali jen s krajní nevolí a po mnohých přímluvách až během léta 589. Mezitím vedli i během vzpoury úspěšné boje s Peršany, kteří, potěšeni vzpourou, zprvu marně doufali v menší odpor. Filippikus se po usmíření s vojáky vydal znovuzískat pevnost Martyropolis, která nedávno padla do perských rukou zradou římského důstojníka Sittase. Akce však pro něj skončila dalším debaklem, když byl před Martyropolí poražen perskou vyprošťovací armádou vedenou generály Mabodem a Afraratem. Potom byl okamžitě zbaven velení a nahrazen Komentiolem.

## Pozdější kariéra
S výjimkou vyjednávání se sesazeným perským králem Chosroem II., uprchlým na římské území v roce 590, Filipikos z pramenů na řadu let mizí. V roce 598 byl nakrátko jmenován generálem na balkánském bojišti a některými zdroji je mu přičítáno vítězství dosažené nad Avary v Thrákii, ale dost možná se jedná jen o záměnu s generálem Priskem.

### Za Fokase
V roce 602 bylo císaři Mauriciovi údajně předpovězeno že jméno jeho nástupce bude začínat stejným písmenem jako Filippikovo a císař ho měl proto začít podezřívat z přípravy spiknutí. Nedlouho na to skutečně došlo ke vzpouře balkánské armády, ale vůdcem rebelů nebyl Filippikos, nýbrž do té chvíle bezvýznamný centarch (setník) jménem Fokas, kterého si vojáci zvolili losem. Státní převrat to byl obzvláště krvavý, Mauricius a celá jeho početná rodina, včetně korunního prince Theodosia, byla nemilosrdně povražděna a stejně tak (a k velké újmě říše) i většina nejbližších Mauriciových spolupracovníků a prominentních generálů spojených s jeho dvorem. Filippikos byl tehdy popravy kupodivu ušetřen, ale byl přinucen vstoupit jako mnich do kláštera v Chrysopoli.

## Poslední léta

### Za Herakleia
Když se proti Fokově brutálnímu režimu vzbouřil Filippikův někdejší podřízený Herakleios starší, jehož stejnojmenný syn v roce 610 sesadil a popravil Fokase, založiv novou císařskou dynastii, Filippikos ještě stále pobýval v klášterním ústraní. V témže roce jej nový panovník pověřil vedením diplomatické mise ke generálu Komentiolovi (není totožný s generálem téhož jména, jež dříve převzal velení po Filippikovi), bratru sesazeného císaře. Komentiolos stále držel vrchní velení nad východní armádou a pomýšlel na mstivé tažení proti Konstantinopoli. Filippikos jím byl uvězněn a bylo mu vyhrožováno popravou, než k ní však mohlo být přikročeno, byl Komentiolos sám zavražděn a velké nebezpečí pro dosud křehkou Herakleiovu vládu pominulo.
V tom čase však už dlouho zuřila poslední a největší válka s Persií, k jejímuž vypuknutí zavdala podnět právě Mauriciova vražda v roce 602.
V roce 612 byl Filippikus opět a naposledy jmenován vrchním velitelem východní armády (Magister militum per Orientem), nahradiv do nemilosti upadnuvšího Priska, který jako jediný z Mauriciových významných generálů pokračoval ve funkci i za Fokase. Filippikus už musel být v pokročilém věku, ale Heraklius měl nedostatek zkušených generálů a Filippikus měl nad to bohaté zkušenosti právě s Peršany. Filippikus nejdříve vedl tažení proti perským pozicím v Arménii a nakonec, když v roce 614 schopný perský generál Šáhen vážně ohrožoval samotnou Konstantinopol obležením protilehlého Chalkedonu, dostal Filippikus příkaz přesunout své vojsko k perským hranicím v naději, že tak Šáhena přiměje opustit pozice nedaleko římského hlavního města ve snaze předejít Filippikově vpádu do Persie. Plán zprvu fungoval a Šáhen se skutečně nechal vylákat, avšak oproti očekávání také Filippikovo vojsko dostihl a porazil. K tomu došlo mezi lety 614–617 (chronologie je tu dost nejistá).
Krátce poté Filippikos zemřel (někdy mezi lety 614–618) a byl pohřben v Chrysopoli v kostele, který tu sám zbudoval.

## Strategikon
Filippikus patří mezi možné autory slavné pozdně antické vojenské příručky zvané Strategikon, tradičně připisované císaři Mauriciovi. Jako jeden z nejvýznamnějších Mauriciových vojevůdců měl nepochybně dostatek zkušeností a zároveň času (který strávil ve svém klášterním vyhnanství), aby takovouto knihu napsal.